# Michael Brown (musicien)
Pour les articles homonymes, voir Michael Brown et Brown.
Michael David Lookofsky, plus couramment appelé Michael Brown, né le 25 avril 1949 et mort le 19 mars 2015, est un musicien américain. Il était la tête pensante du groupe de pop baroque américain The Left Banke. Il collabora ensuite avec le groupe Montage, puis dans les années 1970 avec les Stories et The Beckies.